# NGC 2812
NGC 2812 est une galaxie lenticulaire relativement éloignée, vue par la tranche et située dans la constellation du Cancer. NGC 2812 a été découverte par l'astronome allemand Albert Marth en 1865.

## Caractéristiques
Sa vitesse par rapport au fond diffus cosmologique est de 9 298 ± 20 km/s, ce qui correspond à une distance de Hubble de 137,1 ± 9,6 Mpc (∼447 millions d'al).
En raison d'une valeur de 11,95 mag/as2, on peut considérer que de la brillance de surface de NGC 2182 est élevée.